# 葉應震
葉應震（16世紀—17世紀），字長春、蒼雷，號寶持，江西饒州府餘干縣人，明朝、南明政治人物。

## 生平
葉應震是萬曆三十七年舉人葉景先之子，天啟七年（1627年）中舉人，崇禎十年（1637年）成進士，立刻上奏彈劾楊嗣昌但不報，獲授工部都水主事督視河工，節省役費，因和理鹽宦官對抗幾乎被誣陷。崇祯十四年他轉任山東青州兵備參議，懲治驕忠的宗室，嚴禁部屬吏額外徵稅，又勸止巡撫聞警而遁，為其籌措兵餉；弘光年間他陞為川西道參議，此時父親病重，告歸細心照顧，卻仍在月餘後去世，因悲傷而消瘦。某天陽光時突然陰霾密布，見到父親棺木移動，他流淚說：「先靈告訴我了。」即日扶棺入山下葬。
此後葉應震不再出仕，事母孝養，婉拒揭重熙疏薦，母親去世廬墓二十年後去世。

## 著作
葉應震幼負志向，銳意聖賢學問，曾說：「士不立志，只會沉浸一己私欲。」著有《易鑑合參》、《五經纂註》、《四書貫》，都在戰爭中焚燬，只有十二卷《梧叟集》流傳。

## 家族
曾祖叶希颜，庠生；祖叶思孝，举人、博学，五省房考；父叶景先，萬曆三十七年己酉举人、现任亳州知州、建城堡，练兵二千，流冠屡犯，力保全城，奉旨记录，优叙示劝。後官汀州知府。

## 引用
1. ↑  《崇祯十年丁丑科進士三代履歷》：叶应震，曾祖希颜，庠生；祖思孝，学生博学，五省房考；父景先，举人、现任亳州知州、建城堡，练兵二千，流冠屡犯，力保全城，奉旨记录，优叙示劝。宝持，诗五房，丙辰八月十四日生，馀干县人，丁卯十五名，会二百六十名，二甲十七名，吏部观政，本年十月授工部都水司主事，戊寅管南河，升都水司员外管南河，辛巳升山東参议，壬午升四川安綿道。
2. 1 2  同治《餘干縣志·卷十一·人物志一》：葉應震，字長春，一字蒼雷，崇正十年進士。時楚氛孔亟起，復楊嗣昌為大司馬，應震以新進士章擊之，不報；授都水司主事督視河工，費省而役就，與理鹾大璫抗，幾致中傷。俄備兵青州，繩驕藩以法，嚴屬吏加耗，中丞聞警遁，正色止之，力籌兵餉卒無虞；移鎮蜀之松潘，未行會父疾告歸，省視晝不下箸、夜不解衣者六。閱月居喪，哀毀骨立，一日晝忽陰霾，見父木主自移，泫然曰：「先靈告我矣。」即日扶櫬入山；事母孝養備至，至母歿茹蔬廬墓。應震幼負遠志，世居介胡文敬碧峯南谷二書院間，銳意聖賢之學，嘗曰：「士不立志，徒浸滛於利欲之私。」能文曷貴，所著有《易鑑合參》、《五經纂註》、《四書貫》，皆燹於兵，今所存《梧叟集》，凡詩文十二卷。 參三立考
3. ↑  同治《餘干縣志·卷九·選舉志一》：丁卯 天啟七年鄉試 葉應震 景先子，崇正丁丑進士，詳宦業。
4. ↑  錢海岳《南明史·卷三十五·列傳第十一》：（弘光）時四川雲南司道：……葉應震，字長春，餘干人。崇禎十年進士。授都水主事。楊嗣昌奪情，上疏劾之。以治河著績，累陞川西參議。歸而廬墓。揭重熙疏薦未赴，食貧二十年卒。